# Jalna (Distrikt)
Der Distrikt Jalna (Marathi: जालना जिल्हा) ist einer von 35 Distrikten des Staates Maharashtra in Indien.
Die Stadt Jalna ist Verwaltungssitz des Distrikts. Die letzte Volkszählung im Jahr 2011 ergab eine Gesamtbevölkerungszahl von 1.959.046 Menschen.

## Geschichte
Von vorchristlicher Zeit bis ins Jahr 1345 wurde das Gebiet – wie die ganze Region – von diversen buddhistischen und hinduistischen Herrschern regiert. Der erste namentlich bekannte Staat war das Maurya-Reich, die letzte nichtmuslimische Dynastie waren die Yadava.
Nach jahrzehntelangen Tributzahlungen an muslimische Regenten im Norden Indiens erfolgte 1345 die Besetzung durch muslimische Soldaten. Danach herrschten bis ins Jahr 1724 verschiedene muslimische Dynastien (Sultanat Delhi, Bahmani, Dekkan-Sultanate und die Grossmoguln). Von 1724 bis 1956 stand das Gebiet unter der Herrschaft des Nizam von Hyderabad und gehörte zum Staat Hyderabad bzw. zum Bundesstaat Hyderabad (1948–1956). Im Jahre 1956 wurde dieser indische Bundesstaat geteilt und das Gebiet kam zum Staat Bombay. Auch dieser Bundesstaat wurde 1960 aufgelöst und Jalna als Teil des Distrikts Aurangabad ein Teil von Maharashtra. Am 1. Mai 1981 entstand der Distrikt Jalna aus den Tehsils Jalna, Bhokardan, Jafrabad und Ambad des Distrikts Aurangabad und dem Tehsil Partur des Distrikts Parbhani.

## Bevölkerung
Bei der letzten Volkszählung 2011 wurden 1.959.046 Einwohner gezählt. Davon waren 1.011.473 Männer (51,63 Prozent) und 947.573 Frauen. Zu den Dalit gehörten 2011 272.266 (13,9 Prozent), zu den Adivasi 42.263 (2,16 Prozent) Menschen. Von der gesamten Anzahl Bewohner lebten 2011 nur 377.429 Personen (19,27 Prozent) in städtischen Gebieten. Somit lebten noch mehr als 4 von 5 Einwohnern auf dem Land. Die Mehrheit der Bevölkerung des Distrikts Buldhana spricht Marathi. Die Muslime sprechen mehrheitlich Urdu. Im ganzen Bezirk gibt es 963 bewohnte Dörfer.

### Bevölkerung des Distrikts nach Bekenntnissen
Eine klar überwiegende Mehrheit der Bevölkerung sind Hindus. Die Muslime und Buddhisten sind bedeutende Minderheiten. Die genaue religiöse Zusammensetzung der Bevölkerung zeigt folgende Tabelle:
| Jahr                                | Buddhisten | Buddhisten | Christen | Christen | Hindus    | Hindus  | Jainas | Jainas | Muslime | Muslime | Sikhs | Sikhs  | Andere | Andere | keine Angaben | keine Angaben | Total     | Total    |
| Jahr                                | Zahl       | %          | Zahl     | %        | Zahl      | %       | Zahl   | %      | Zahl    | %       | Zahl  | %      | Zahl   | %      | Zahl          | %             | Zahl      | %        |
| ----------------------------------- | ---------- | ---------- | -------- | -------- | --------- | ------- | ------ | ------ | ------- | ------- | ----- | ------ | ------ | ------ | ------------- | ------------- | --------- | -------- |
| 2001                                | 121.033    | 7,50 %     | 12.438   | 0,77 %   | 1.255.041 | 77,81 % | 8.960  | 0,56 % | 211.531 | 13,11 % | 1.515 | 0,09 % | 489    | 0,03 % | 1.973         | 0,12 %        | 1.612.980 | 100,00 % |
| Quelle: Volkszählung in Indien 2001 |            |            |          |          |           |         |        |        |         |         |       |        |        |        |               |               |           |          |

### Bevölkerungsentwicklung
Wie überall in Indien wächst die Einwohnerzahl im Distrikt Buldhana seit Jahrzehnten stark an. In den Jahren 2001–2011 betrug das Bevölkerungswachstum mehr als 20 Prozent (21,46 %) und ist auch in absoluten Zahlen immer noch bedeutend. In diesen zehn Jahren nahm die Bevölkerung um beinahe 350.000 Menschen zu. Die genauen Zahlen verdeutlicht folgende Tabelle:

### Bedeutende Orte
Einwohnerstärkste Ortschaft des Distrikts ist der Hauptort Jalna. Weitere bedeutende Städte mit einer Einwohnerschaft von mehr als 10.000 Menschen sind Partur, Ambad und Bhokardan.